# Zapisane w sercu
Zapisane w sercu – amerykański dramat, powstał w 1999 roku.

## Opis filmu
Pracująca w księgarni Rebecca Vega (Jane Seymour) jest bardzo szczęśliwa u boku męża, robotnika Joego (A. Martinez), choć nie ma z nim dzieci. Jedyne, co burzy jej spokój, to uporczywe bóle głowy i dręczące ją nocne koszmary. Bardzo niepokoi ją też, że nic nie pamięta ze swojej przeszłości. Pewnego dnia podczas zakupów poznaje niejaką Lynn Wyman (Cathy Lee Crosby). Kobieta twierdzi, że zna ją jako Abbie Stewart, która przed ośmiu laty pracowała w barze jako kelnerka, miała męża Chase'a (Bruce Davidson) i trójkę dzieci. To przypadkowe spotkanie nie daje Rebece spokoju. Zaintrygowana postanawia w końcu odkryć tajemnicę swojej przeszłości...

## Obsada
- Jane Seymour – Rebecca Blake
- Bruce Davison – Chase Stewart
- Mika Boorem – Lily
- A Martinez – Joe
- Colton James – Ethan
- Michele Marsh – Nell
- David Keith – Matt
- Cathy Lee Crosby – Lynn
- Amanda Barfield – Jenna Stewart
- Dyllan Christopher – Małe dziecko